# Helene Francke-Grosmann
Helene Francke-Grosmann, geborene Grosmann (* 21. Februar 1900 in Fraustadt, heute Wschowa; † 23. August 1990 in Reinbek) war eine deutsche Forstwissenschaftlerin. Sie war Leiterin der Abteilung Forstschutz an der Bundesforschungsanstalt für Forst- und Holzwirtschaft in Reinbek bei Hamburg und Professorin an der Universität Hamburg.

## Werdegang
Nach Schulbesuch in Fraustadt und Landsberg an der Warthe betätigte sich Helene Grosmann, wie sie bis zu ihrer Heirat mit dem Forstmeister Alfred Francke 1935 hieß, ab 1920 praktisch im Gartenbau. 1926 holte sie das Abitur nach und studierte zunächst jeweils zwei Semester Zoologie in Jena und Kiel. Sie entschied sich dann für eine Konzentration auf forstliche Fragen und studierte an der Forstlichen Hochschule Tharandt Forstschutz, vor allem Entomologie und Mykologie. Ihre Lehrer waren der Botaniker Ernst Münch und der Zoologe Heinrich Prell. Bei Prell promovierte sie 1930 und erhielt den Titel Dr.-Ing. forest., den vor ihr und nach ihr niemand führte. Für ihre Dissertation befasste sie sich mit dem Zusammenleben von Borkenkäfern und Pilzen.
Grosmann blieb in Tharandt und arbeitete zunächst als Stipendiatin und wissenschaftliche Assistentin am botanischen Institut und ab  1931 bis 1933 mit einem Forschungsauftrag am zoologischen Institut. Leiter der beiden Einrichtungen waren Münch und Prell. Es folgte eine Tätigkeit als Assistentin an der Hauptstelle für forstlichen Pflanzenschutz Tharandt und ab 1936 als Volontärassistentin ohne Gehalt. Francke-Grosmann erhielt in dieser Zeit nur gelegentlich mit ihrer Tätigkeit bei Münch verbundene bezahlte Aufträge. 1940 wechselte sie mit ihrem Ehemann an das Reichsinstitut für koloniale Forstwirtschaft in Reinbek bei Hamburg, wo sie allerdings erst 1944 einen Forschungsauftrag erhielt; die Deutsche Forschungsgemeinschaft ließ die damalige Borkenkäferplage in Schleswig-Holstein wissenschaftlich bearbeiten. Nach Ende des Zweiten Weltkriegs leitete sie ab August 1945 die Abteilung Forstschutz der nunmehr in Bundesanstalt für Forst- und Holzwirtschaft umbenannten Einrichtung in Reinbek. Francke-Grosmann konnte sich 1949 an der Universität Hamburg habilitieren; 1957 folgte ihre Ernennung zur außerplanmäßigen Professorin an der Universität Hamburg. Bis zu ihrem Ruhestand 1965 blieb Francke-Grosmann auf ihrer Stelle in Reinbek.
Francke-Grosmann beantragte am 26. Oktober 1939 die Aufnahme in die NSDAP, wurde zum 1. Dezember desselben Jahres aufgenommen (Mitgliedsnummer 7.327.145) und war Mitglied anderer NS-Organisationen. Im Spruchkammerverfahren wurde sie in Gruppe 5, „entlastet“, eingestuft.
Von der Technischen Universität Dresden erhielt Helene Francke-Grosmann 1990 die Cotta-Gedenkmünze in Silber. Der Chemiker Wittko Francke war ihr Sohn. Helene Francke-Grosmann starb mit neunzig Jahren an den Folgen eines Verkehrsunfalls.

## Werke und Interessengebiete
Etwa 70 Veröffentlichungen gingen auf Forschungsarbeiten Helene Francke-Grosmanns zurück, neben Aufsätzen in Zeitschriften auch Kapitel in Handbüchern. Wie bereits in ihrer Dissertation (Beiträge zur Kenntnis der Lebensgemeinschaft zwischen Borkenkäfern und Pilzen. Springer, Berlin 1930) war das zentrale Thema ihrer Forschung die Symbiose zwischen Forstinsekten und Pilzen, insbesondere die komplizierten Beziehungen zwischen Borkenkäfer und Bläuepilzen. Ihre Grundlagenforschung und die Bearbeitung der in Reinbek anfallenden praxisnahen Fragestellungen konnten dabei wechselseitig voneinander profitieren.